# 香雪蘭〜好きより愛してる〜
「香雪蘭 〜好きより愛してる〜」は、工藤静香の通算2曲目の配信シングル。2023年10月27日に配信が開始された。発売元はポニーキャニオン。

## 概要
配信シングルとしては「島より」（2021年12月2日発売）から約2年ぶり、シングルとしては、「勇者の旗」（2023年8月2日発売、PCCA 70562）から約3カ月ぶりのリリースとなる。
「香雪蘭 〜好きより愛してる〜」は、スキマスイッチとのコラボ楽曲。工藤とスキマスイッチとの共作は初めてのことで、作詞は工藤自身が手掛け、作曲を大橋卓弥、編曲を常田真太郎が担当した。大橋はコーラスでも参加しており、美しいハーモニーが響くラブバラードに仕上げられている。
ちなみに ″香雪蘭″ とはフリージアの別称。まだ寒い時期から花を咲かせ、蘭のような甘い香りを放つことからこの様な呼称が付けられたとの説がある。

## 収録曲
1. 香雪蘭 〜好きより愛してる〜
作詞：愛絵里、作曲：大橋卓弥、編曲：常田真太郎